# Planetarian: The Reverie of a Little Planet
Planetarian: The Reverie of a Little Planet, i Japan känd som Planetarian: Chiisana Hoshi no Yume (planetarian ～ちいさなほしのゆめ～?  "Planetarian ~En liten planets dröm~"), är en japansk postapokalyptisk visuell roman vars historia handlar om en medelålders man, som i en övergiven stad träffar den skadade roboten Yumemi. Mannen, som endast kallas för "junker", stannar hos roboten under en tid och försöker reparera projektorn i hennes planetarium.
Planetarian släpptes år 2004 av Key, en japansk studio vars tidigare verk inkluderar Kanon och Air. Till skillnad från dessa två spel innehåller Planetarian inte något pornografiskt material, vilket Clannad tidigare var ensam om. Det släpptes en andra gång den 28 april 2006 på CD-ROM med komplett röstskådespeleri av Yumemi. En begränsad upplaga såldes till förhandsbokare och innehöll en bok på 243 sidor med korta noveller som utspelar sig i Planetarians värld, samt en shitajiki. En version till PlayStation 2 släpptes av Prototype och en bärbar version för mobiltelefoner släpptes av SoftBank Mobile hösten år 2006. En ljudbok baserad på novellen "Snöglob" släpptes mot slutet av 2006.
En engelskspråkig version gavs ut av Sekai Project den 12 september 2014.

## Upplägg
Till skillnad från traditionella visuella romaner ges spelaren inga egna beslut att fatta för att ta handlingen i olika riktningar, och det finns endast ett möjligt slut; detta beskrivs av Key som KineticNovel. Spelaren kan välja när han vill bläddra vidare till nästa sida eller automatisera handlingen. Genom detta spelas inte Planetarian som ett vanligt spel, utan snarare som ett spår på en CD- eller DVD-skiva. Planetarian är kortare än andra visuella romaner och det kortaste av Keys spel. Bortsett från introt och eftertexterna har historien sexton kapitel, varav den första halvan utspelar sig i planetariet och den andra bland stadens ruiner.
I originalet har Yumemi försetts med röst endast i introt och slutet, medan de andra personerna inte har några röster alls. När Planetarian släpptes till PC på CD-ROM hade all dialog med Yumemi försetts med röst. Spelet till PlayStation 2 innehåller röster till samtliga rollfigurer. Andra förändringar i PS2-versionen är en högre grafikupplösning och utökad bakgrundsmusik.

## Handling

### Världen

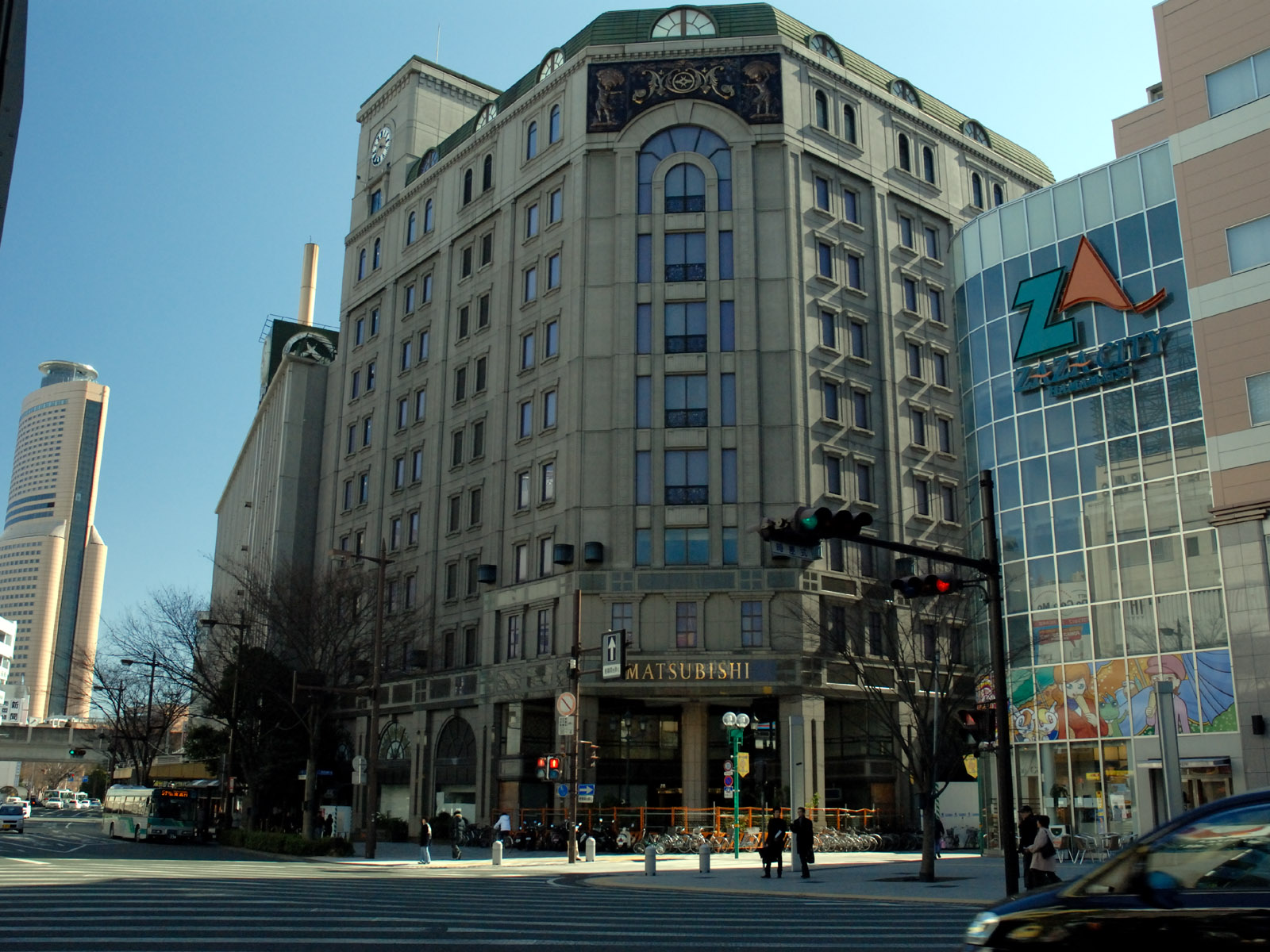
Matsubishi Department Store, den verkliga motsvarigheten av Flowercrest Department Store i Planetarian.

Planetarian utspelar sig i en postapokalyptisk värld. På grund av bristen på naturliga resurser, överbefolkning och misslyckandet av rymdkoloniseringsprogrammet har mänskligheten närapå utrotat sig själv genom biologisk och nukleär krigföring, och därmed sänkt en tidigare välmående civilisation till fullständig ruin, höljd i mörker och förgiftad av konstant regn från radioaktivt nedfall. Trettio år efter krigets början dominerar överblivna krigsmaskiner världen, blint följande sin programmering att döda allt i denna dystopiska värld. Bland de överlevande människorna finns så kallade "junkers", som vandrar omkring och rotar bland ruinerna i jakt på vad som helst som kan hjälpa dem att överleva. Novellens protagonist är en sådan junker.
Huvuddelen av handlingen utspelar sig i Matsubishi Department Store i Hamamatsu, Shizuoka i Japan, fast planetariet på taket är påhittat. Däri träffar junkern Yumemi för första gången. Rummet är fyllt med stolar, något bakåtlutade för att ge publiken en bättre vy av taket under föreställningen. Under pauserna är den mest iögonfallande delen i rummet den massiva projektorn "Miss Jena".
Planetariet är försörjt med elektricitet när junkern anländer, men bara under en kort tid. En gång om året finns ström att tillgå under 168 timmar, men själva projektorn är ur funktion. De andra våningarna i köpcentrumet är övergivna, ruttna och endast hem åt råttor.

### Rollfigurer
"Junker" (屑屋 Kusuya?)
Junkern är en namnlös medelålders soldat som lever sitt liv som "junker", så han samlar användbara ting han hittar bland ruinerna för att överleva. Han tar sig in i en övergiven stad i jakt på oskadade varor men tvingas att gömma sig efter ett möte med gamla okontrollerade krigsmaskiner. I stället för att dra sig tillbaka avancerar han djupare in i staden och tar sig där in i ett övergivet planetarium, vilket han först trodde vara en gammal militäranläggning. Där träffar han Yumemi Hoshino, en robot utformad som en ung kvinna.
Efter att ha försökt att överleva i denna dystopiska värld har junkern utvecklat en hård personlighet. För att överleva har han med sig en granatkastare och skyddar sig själv mot det giftiga regnet med en mantel. För att göra vattnet drickbart använder han en vattenrenare. Han är även på konstant jakt efter sällsynta lyxvaror som cigaretter och alkohol. Röstskådespelare: Daisuke Ono
Yumemi Hoshino (ほしのゆめみ Hoshino Yumemi?)
Yumemi, eller Reverie Planetarian i den inofficiella engelska översättningen, är en godhjärtad och ytterst pratsamt robot anställd på ett övergivet planetarium. Hon är utformad som en ung kvinna. Yumemi är lätt skadad och till synes omedveten om kriget som pågått kring henne i trettio år, då inga av de databaser eller nätverk hon försöker ansluta till existerar längre. Därför behandlar hon även junkern som en kund genom att kalla honom för "Mr. Customer" (お客様 Okyaku-sama?), talar om världen så som den var innan kriget och förstår inte något av det han försöker berätta för henne om det som har skett. Hennes namn är en ordlek — "hoshi" betyder stjärna eller himlakropp, "no" är possessivt; "yume" betyder dröm och "mi" betyder att se. Yumemi är den enda rollfiguren som kan ses i spelet.
Yumemi är väldigt envis med att beskydda människor och är gladast när hon tas om hand av människorna hon tjänar. När hon är oförmögen att hjälpa någon som ber henne om det blir hon ytterst oroad över att hon inte är tillräcklig, och gör därför sitt bästa att leda personen vidare till någon som kan vara till mer hjälp. Att beskydda människor är hennes högsta prioritet, även om det innebär att bryta mot tidigare order. Röstskådespelare: Keiko Suzuki
Planetariets direktör (館長 Kanchō?)
Planetariets direktör har hand om planetariet där Yumemi arbetar. Yumemi talar mycket om honom under historiens gång, men han visas endast som en skugga i en halografisk video mot novellens slut, en siluett bland fyra medarbetare projicerade från Yumemis minnen. Han karakteriseras som en man som behandlade Yumemi väl, mer som en medarbetare än en robot. Röstskådespelare: Yūichi Ishiue
Äldre junker (老屑屋 Okuzuya?)
Den äldre junkern är en åldrig man i samma situation som protagonisten, men dyker aldrig upp; protagonisten talar endast om honom. En gång berättade han för junkern om hur han i en död stad träffade en ytterst pratsam robot, men det förklaras aldrig närmare om denna robot var Yumemi. Han hade även gett honom varningen att om han någonsin skulle ta sig in i samma stad, så fick han inte under några omständigheter tala med denna robot. Senare dog den äldre junkern efter att ha skadats av en sprängfälla.

### Sammanfattning
Medan han gömmer sig från krigets hot tar "junkern" sig in i en byggnad vars tak pryds av en dom. Inuti träffar han Yumemi, som erbjuder honom att få se en särskild projektorföreställning reserverad för den 2 500 000:e besökaren, även om han egentligen bara är den 2 497 290:e. Trots hans avsaknad av tålamod går han med på att se på uppvisningen. Men projektorn, "Miss Jena", är ur funktion och i behov av lagning efter trettio år av krig. Djärvt tar han sig an att laga maskinen på egen hand, och förstår samtidigt att planetariet inte är en militär konstruktion utan en turistattraktion. Det visar sig att hans möte med Yumemi är av ett rent tillfälle, då byggnaden fortfarande mottar minimal energi från en gammal generator någonstans i staden, vilket är tillräckligt för att ladda upp Yumemi så att hon fungerar i en vecka per år. Efter att Miss Jena har reparerats tillräckligt visar Yumemi upp en projektion av en stjärnklar natthimmel, något som inte längre kan ses utomhus på grund av de förorenade skyarna.
De båda lämnar senare planetariet då Yumemi insisterar att eskortera sin kund tillbaka till dennes bil utanför karantänväggarna. Vid denna tidpunkt börjar han fundera på planen att ta med Yumemi ut ur staden när hennes batterier har tagit slut, för att senare hitta ett sätt att återaktivera henne och låta henne visa upp sin föreställning i det fåtal utspridda flyktingläger som fortfarande finns. När de når karantänväggen upptäcker han en maskin som vaktar området där han tog sig in, så han säger åt Yumemi att stanna där hon är medan han ger sig av för att förstöra den. Beväpnad med endast en granatkastare försöker han att skada maskinen med hjälp av en sprängpansargranat, men en blindgångare avslöjar honom och placerar honom i en direkt konfrontation där han är hopplöst underlägsen, och bryter ett av hans ben. Då hon är programmerad att beskydda mänskligt liv före alla sina andra order ignorerar Yumemi hans tidigare order att stanna där hon är och närmar sig i stället maskinen för att elektroniskt beordra den att dra sig tillbaka. Innan mannen kan ta tillfället i akt och göra slut på maskinen slits Yumemi itu av en salva från dess maskingevär.
Bortom reparation och utsatt för vidare nedbrytning av det giftiga regnet som nu kommer åt hennes interna maskineri försöker hon en sista gång sända en nödsignal till planetariet, utan resultat. Hon använder sin kvarvarande batteritid för att visa honom sina minnen från innan kriget, dagen då hon aktiverades, möten med kunder och dagen då hela staden evakuerades i krigets första dagar, då hennes medarbetare motvilligt lämnade henne. Sedan erkänner hon att hon under de trettio år hon tillbringade ensam visste att planetariet aldrig skulle få några besökare igen, trots hennes tidigare till synes gränslösa optimism. Hon ber till stjärnorna och önskar sig att få tjäna människorna för evigt i himlen, varefter hon dör.
Rörd och fullständigt omskakad av förlusten av den vackra världen hon lämnade i hans medvetande slänger han bort sitt vapen, och börjar långsamt gå iväg på brutna ben medan den besegrade krigsmaskinens automatiska understöd närmar sig.

## Media

### Visuell roman
Planetarian gjordes tillgänglig för nedladdning via internet den 29 november 2004, enbart för användare av Yahoo! Japan Broadband, och den 6 december för allmänheten. Spelet erbjuds fortfarande på Kinetic Novels hemsida för nedladdning och kostar ¥1 050 Den 28 april 2006 släpptes spelet igen till PC, både som begränsad och normal upplaga för ¥2 800. Ett tredje släpp skedde den 24 augusti 2006 när Planetarian portades till PlayStation 2 av Prototype och såldes för ¥2 940. En bärbar version till mobiltelefoner som använder FOMA släpptes av SoftBank Mobile den 28 november 2006. En hobbygrupp av översättare har översatt nedladdningsversionen av spelet samt dess demoversion till engelska. På grund av vida spridd piratkopiering av spelet har de dock inte för avsikt att anpassa sin översättning till versionen på CD-ROM. En översättning till kinesiska finns också.

### Fristående noveller
En samling av fyra illustrerade korta noveller, bland annat en prolog och epilog, baserade på Planetarians handling skrevs av den japanska författaren Yūichi Suzumoto och illustrerades av Eeji Komatsu. Novellerna publicerades i en 243-sidig bok som ursprungligen distribuerades med de begränsade upplagorna av Planetarians CD-ROM och PlayStation 2-versioner. De första två novellerna utspelar sig innan själva spelets handling, de två andra sker efteråt. Bokens undertitel är "Constellations. Words. God. Robots. A collection of short stories in the key of these four themes."
Snöglob (雪圏球 Sunō Gurōbu?)
Denna novell utspelar sig innan det stora kriget som tog världen till ruinens kant, vid ett tillfälle då Yumemi har arbetat på Flowercrest Department Store i tio år. En dag börjar Yumemis beteende att förändras, något som kulminerar i när hon helt enkelt vandrar ut i staden. Planetariets medarbetare förundras över detta och en av dem - Satomi Kurahashi - beordras att följa efter Yumemi och ta med henne tillbaka. Efter inte alltför länge börjar Yumemis batteri att ta slut.
Jerusalem (エルサレム Erusaremu?)
Denna novell utspelar sig när det stora kriget når sitt kulmen. South American Unification Army tar emot information om att en ensam skarpskytte agerar djupt i Patagoniens regnskog, och skickar en trupp under kommando av Master Sergeant Murdock för att neutralisera detta hot. Men samtliga soldater dödas en efter en av skarpskytten, vilket lämnar endast Murdock kvar vid liv. Ensam och skadad lyckas Murdock fånga en blick av skarpskytten genom sin kikare - och förundras över att det han ser är figuren av en vacker nunna.
Mannen från stjärnorna (星の人 Hoshi no Hito?)
Denna novell utspelar sig en tid efter händelserna i Planetarian, när människorna är på väg att förlora kriget mot det förgiftade regnet. Tre av de sista invånarna av en övergiven bunker - Levi, Ruth och Job - hittar en gammal man i snön utanför. När de tar med honom in förvånas de över att de vuxna i bunkern kallar honom för "mannen från stjärnorna". Barnens intresse väcks av detta namn, samt att de aldrig tidigare har träffat en besökare från världen utanför. Mannens hälsa stabiliseras och ber sedan barnen om hjälp med att reparera ett visst föremål. Endast efter detta sluts cirkeln som började i Planetarian.
Tircis och Aminte (チルシスとアミント Chirushisu to Aminto?)
Enäggstvillingarna Tircis och Aminte studerar tillsammans i en ensam värld. Men hos Tircis väcks frågan: "Vad är det jag studerar för? Hur länge kommer det här att pågå?" Tircis och Aminte är historien om hur dessa frågor får sitt svar.

### Musik
Den 11 augusti 2006 under Comiket 70 släpptes musiken i Planetarian på CD. Skivan innehöll låtar som bland andra "Gentle Jena" och 「慈しみ深き」 samt en version av "Hoshi Meguri no Uta" med sång av Mell. Den större delen av musiken komponerades eller omarrangerades av Magome Togoshi, som blev vida känd genom sitt arbete med Keys tidigare verk Air. Musiken i början och slutet av spelet (spår ett och åtta på skivan) är baserade på hymnen "What a Friend We Have in Jesus" av Charles Crozat Converse, något deras namn reflekterar: "Hoshi no Sekai ~Opening~" syftar på den japanska versionen av hymnen, "Hoshinoyo", och "Itsukushimi Fukaki" är den japanska översättningen av hymnens originaltitel.

## Mottagande
Planetarians CD-ROM-version fick ett positivt mottagande av sidan visual-novels.net. I recensionen fälldes kommentaren "Du vet att du inte kan påverka historien, de goda och de dåliga sakerna som kommer att ske. Anledningen till att jag rekommenderar Planetarian är dess intressanta historia, den bombastiska musiken och den älskvärda grafiken. Även om detta spel inte innehåller mycket tror jag att det kan tilltala vem som helst, inte bara fans av Key."